# 채무의 인수
채무의 인수란 채무의 동일성을 유지하면서 그대로 인수인에게 이전하는 것을 목적으로 하는 계약을 말하는데, 채무인수에 의해 원래의 채무자는 채무를 면한다는 점에서 이를 병존적 채무인수와 구별하여 면책적 채무인수라 한다.

## 같이 보기
- 병존적 채무인수
- 면제적 채무인수